# Eupithecia hybrida
Eupithecia hybrida är en fjärilsart som beskrevs av Karl Dietze 1910. Eupithecia hybrida ingår i släktet Eupithecia och familjen mätare. Inga underarter finns listade i Catalogue of Life.